# Liste der Kulturdenkmäler in Glees
In der Liste der Kulturdenkmäler in Glees sind alle Kulturdenkmäler der rheinland-pfälzischen Ortsgemeinde Glees aufgeführt. Grundlage ist die Denkmalliste des Landes Rheinland-Pfalz (Stand: 12. Juni 2023).

## Denkmalzonen
| Bezeichnung                   | Lage                   | Baujahr | Beschreibung | Bild                           |
| ----------------------------- | ---------------------- | ------- | --- | ------------------------------ |
| Denkmalzone Abtei Maria Laach | südlich von Glees Lage | ab 1093 | 1093 gegründet, 1127 selbstständige Abtei, 1802 aufgelöst, 1863–73 mit Jesuiten, seit 1892 wieder mit Benediktinern der Beuroner Kongregation besetzt; - die Abteikirche in sechs Bauabschnitten 1093–1220 entstanden: mehrtürmige, doppelchörige, dreischiffige Gewölbebasilika mit zwei Querhäusern, Paradies mit Skulpturen wohl des Laacher Samsonmeisters, Ausstattung erhalten; - Klosteranlage: Binnenhof, Kreuzgang unter Beibehaltung romanischer Reste, südlicher Binnenhof in der zweiten Hälfte des 18. Jahrhunderts von Johannes Seiz, Anlage nach Brand 1855 stark verändert, als Eingang Putzbau, 20. Jahrhundert, mit drei Standfiguren; - Nikolauskapelle: Westturm mit Rhombendach, um 1220/30, Saalbau 1757; - Johanneskapelle: Tuffquaderbau, wohl 19. oder 20. Jahrhundert; - Gartenhaus, Ende des 17. Jahrhunderts; zugehörig die Klostermauer | weitere Bilder Fotos hochladen |

## Einzeldenkmäler
| Bezeichnung                     | Lage                             | Baujahr         | Beschreibung | Bild                                    |
| ------------------------------- | -------------------------------- | --------------- | --- | --------------------------------------- |
| Katholische Kirche St. Brictius | Kirchweg 5 Lage                  | 1753            | Saalbau, bezeichnet 1753, wohl mittelalterlicher Westturm                                                                                   | weitere Bilder Fotos hochladen          |
| Wegekreuz                       | Kirchweg, bei Nr. 5 Lage         | 1728            | Wegekreuz, bezeichnet 1728 | weitere Bilder Fotos hochladen          |
| Wegekapelle                     | Schäferei, Ecke Im Höllchen Lage | 1889            | Saalbau, Tuffquader, bezeichnet 1889 | weitere Bilder Fotos hochladen          |
| Hofanlage                       | Wehrer Straße 2 Lage             |                 | Hofanlage; Bruchsteinbau, im Kern wohl spätmittelalterlich, Erweiterung im 18. Jahrhundert, Massivscheune und Fachwerkscheune; Gesamtanlage | Fotos hochladen                         |
| Ökonomiegebäude                 | am Rand der Abtei Maria Laach    | 19. Jahrhundert | Basaltbruchsteinbau, abgetrepptes Giebelrisalit, 19. Jahrhundert                                                                            | Direkt Bild zu diesem Denkmal hochladen |
| Grabkreuz                       | östlich der Abtei Maria Laach    | 1898            | Grabkreuz, 1898 | Direkt Bild zu diesem Denkmal hochladen |
| Wegekreuz                       | östlich der Abtei Maria Laach    | 1646            | Grabkreuzfragment, bezeichnet 1646 | Direkt Bild zu diesem Denkmal hochladen |